# اطلاعات سیگنال‌های ابزار دقیق خارجی
در مخابرات واژه اطلاعات سیگنال‌های ابزار دقیق خارجی دارای دو معنی است:
1. اطلاعات محرمانه بدست آمده از انتشار تابش الکترومغناطیسی حاصل از آزمایش و کارکرد سیستم‌های هوافضای خارجی، سطحی و زیرسطحی.
2. اطلاعات فنی و محرمانه حاصل از رهگیری سیگنال‌های ابزار دقیق خارجی به غیر از دریافت‌کنندگان مورد قبول. این مفهوم در شنود الکترونیک کاربرد دارد.

سیگنال‌های ابزار دقیق خارجی، شامل و نه محدود به دوری‌سنجی، موقعیت‌یابی الکترونیک (Beaconry)، بازجویی الکترونیک، ردیابی/اتصال/مسلح‌سازی/شلیک سیستم‌های فرمان و پیوند داده‌های ویدئویی می‌شوند.